# Kenshin : Le Commencement
Série
Kenshin : L'Achèvement
(2021)
Pour plus de détails, voir Fiche technique et Distribution.
Kenshin : Le Commencement (るろうに剣心 最終章 The Beginning, Rurōni Kenshin saishū shō: The Beginning) est un film japonais réalisé par Keishi Ōtomo et sorti en 2021.
Il s'agit du cinquième et dernier volet de la série de films Kenshin le vagabond basée sur le manga du même nom de Nobuhiro Watsuki, et a été produit parallèlement à Kenshin : L'Achèvement.
Le film est un préquel aux autres films :
1. Kenshin le vagabond
2. Kenshin : Kyoto Inferno
3. Kenshin : La Fin de la légende
4. Kenshin : L'Achèvement

## Synopsis
Le film raconte comment Himura Kenshin a reçu sa cicatrice en forme de croix. Il se concentre sur le passé de Kenshin en tant qu'assassin Hitokiri Battōsai pendant les dernières années du Bakumatsu et explore également sa relation avec une femme nommée Yukishiro Tomoe.

## Fiche technique
- Titre français : Kenshin : Le Commencement
- Titre original : るろうに剣心 最終章 The Beginning (Rurōni Kenshin saishū shō: The Beginning?)
- Réalisation : Keishi Ōtomo
- Scénario : Keishi Ōtomo, d'après le manga de Nobuhiro Watsuki
- Photographie : Takurō Ishizaka (ja)
- Musique : Naoki Satō
- Chanson thème : One Ok Rock
- Montage : Tsuyoshi Imai (ja)
- Société de distribution : Netflix
- Genre : action ; chanbara
- Durée : 137 minutes
- Dates de sortie :
  - Japon : 4 juin 2021[1]
  - France : 30 juillet 2021 (Netflix)

## Distribution
- Takeru Satō (VFB : Gauthier de Fauconval) : Kenshin Himura/Battosai
- Kasumi Arimura (VFB : Séverine Cayron) : Tomoe Yukishiro
- Issei Takahashi (VFB : Pierre Lognay) : Katsura Kogoro
- Masanobu Andō (VFB : Grégory Praet) : Shinsaku Takasugi
- Towa Araki (VFB : Esteban Oertli) : Enishi Yukishiro
- Yōsuke Eguchi (VFB : Michelangelo Marchese) : Saitō Hajime
- Takahiro Fujimoto : Kondō Isami
- Kinari Hirano : Nakajo
- Mayu Hotta (VFB : Micheline Tziamalis) : Ikumatsu
- Wataru Ichinose : Sumita
- Mansaku Ikeuchi (VFB : Jean-François Rossion) : Katagai
- Hōshi Ishida : Kameyata Mochizuki
- Kazuki Kitamura (VFB : Pierre Bodson) : Tatsumi
- Masataka Kubota (VFB : Brieuc Lemaire) : Akira Kiyosato
- Nijirō Murakami (VFB : Olivier Prémel) : Okita Sōji
- Eiki Narita : Yatsume Mumyoi
- Shima Ōnishi (VFB : Franck Dacquin) : Iizuka
- Eita Okuno (VFB : Michel Hinderyckx) : Murakami
- Sōkō Wada : Hijikata Toshizō
- Makiko Watanabe : propriétaire

## Autour du film
Les cinq films de la série Kenshin réalisés par Keishi Ōtomo sont projetés lors du Festival international du film de Shanghai en 2021.